# Zaqueri Black

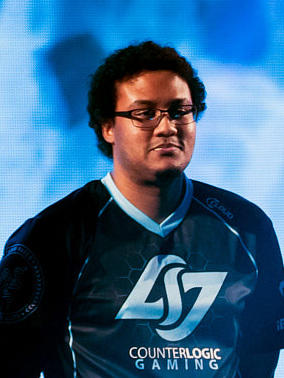
Zaqueri Black

Zaqueri Black (* 8. September 1992 in Whittier), besser bekannt unter dem Namen Aphromoo, ist ein amerikanischer Profi-Spieler der League of Legends. Ab 2019 spielt er in der North American League of Legends Championship Series (NA LCS) in der Support-Position für das Team 100 Thieves. Aphromoo gewann den Spring Split MVP Award 2018, das erste Mal in der Geschichte dieser Auszeichnung, dass sie an einen Supportspieler vergeben wurde.

## Karriere
Aphromoo spielte in den ersten Jahren der Profi-Liga von 2011–2012 für eine Reihe von Teams. Während dieser Zeit spielte er auch die Position der AD Carry Unterspur. Er ist immer noch selten in dieser Rolle, wechselte aber 2013 zum Support, als er zu Counter Logic Gaming (CLG) kam, dem Team, mit dem er lange Zeit eng verbunden war. Aphromoo spielte für CLG im Frühjahrssplit 2013 sowie 2014–2017, wo er AD Carries Doublelift und später Stixxay unterstützte. CLG gewann 2015 den NALCS Summer Split sowie 2016 den NALCS Spring Split. CLG nahm auch an der League of Legends Weltmeisterschaft 2015 und 2016 teil, wenn auch mit gemischten Ergebnissen.
Nach einer schwächeren Leistung für CLG im Jahr 2017, wo CLG in einem Tiebreakermatch die dritte und letzte nordamerikanische Einladung zur Worlds vs Cloud9 verlor, verließ Aphromoo CLG im November 2017. Er trat 100 Thieves bei, einem neuen Team, das nach der Einführung eines neuen Franchising-Systems durch die NALCS gebildet wurde. Die langjährige Führung von Aphromoo und die starke Einzelleistung wurden als Hauptgründe für den Erfolg von 100 Thieves angesehen; sie platzierten sich in der regulären Saison auf Platz 1 im NA LCS und belegten nach den Playoffs den zweiten Platz insgesamt. Dies half Aphromoo, den MVP-Preis zu gewinnen, obwohl die Position der Unterstützung bei dieser Abstimmung seit Beginn des MVP-Preises im Jahr 2014 meist vernachlässigt wurde.